# Hardlight
Hardlight (anche stilizzato come HARDlight o SEGA HARDlight) è uno studio di sviluppo di videogiochi con sede a Leamington Spa, Warwickshire, Regno Unito. È di proprietà di Sega come uno dei cinque studi di Sega Europe, gli altri sono Creative Assembly, Sports Interactive, Relic Entertainment e Amplitude Studios . Come sviluppatore, Hardlight si concentra su videogiochi per smartphone.
Fondato da Chris Southall, impiegato di Sega, Hardlight inizialmente iniziò a lavorare sulla ricerca e sviluppo di videogiochi per console portatili, ma presto passò al mercato mobile dopo una richiesta di Sega come parte di un'iniziativa per aumentare lo sviluppo di giochi mobile fuori dal Giappone. Da allora Hardlight ha sviluppato diversi giochi mobile delle serie Sonic e Crazy Taxi . Nel 2019, Hardlight è stata integrata più da vicino in Sega Europe, la sua società madre. Molti dei giochi di Hardlight sono stati accolti bene, con milioni di copie scaricate.

## Storia
Hardlight è stata fondata da Chris Southall, un ex impiegato di Codemasters che ha anche contribuito a fondare il Sega Racing Studio. Dopo aver lavorato con Sega Racing Studio, Southall ha lavorato nelle aree di supporto tecnico di Sega insieme a un team,  e ha ricoperto il ruolo di Chief Technology Officer di Sega Europe. Secondo Southall, il desiderio di Sega di sviluppare più giochi per cellulare ha portato alla fondazione di Hardlight. Sega ha presentato Hardlight nel gennaio 2012. Lo studio iniziale era a Dorridge, Solihull, nelle Midlands occidentali . Poco dopo la sua formazione, Sega ha annunciato che Hardlight era in fase di sviluppo su un gioco di azione-avventura per PlayStation Vita, che sarebbe stato pubblicato alla fine del 2012. Hardlight ha anche svolto alcuni lavori di ricerca e sviluppo per Nintendo 3DS. Secondo il responsabile dello studio Sion Lenton, Hardlight in quel momento impiegava 21 dipendenti, oltre al personale a contratto, e aveva l'obiettivo di rimanere piccolo per il momento. A settembre 2012, Hardlight aveva completato un port di Viking: Battle for Asgard per PC.
Sega avrebbe deciso di concentrarsi maggiormente sui giochi mobile in Occidente, avendo avuto successo in Giappone. A Hardlight è stato chiesto di spostare la propria attenzione sullo sviluppo di giochi per iPhone e Android. Il loro primo progetto fu un remake di Sonic Jump, che era stato originariamente sviluppato per lo smartphone T-Mobile Sidekick (o Danger Hiptop) e distribuito nel 2005. Southall ha definito lo sviluppo del remake "un processo di apprendimento interessante". Hardlight trasferì il suo studio in quel periodo a Leamington Spa, una città con una comunità di sviluppatori di videogiochi nella zona. Al momento del lancio di Sonic Jump nell'ottobre 2012, lo studio stava lavorando allo sviluppo di titoli nelle serie Sonic the Hedgehog e Crazy Taxi . Sebbene inizialmente abbia avuto difficoltà a decidere quale sviluppare, il presidente e COO di Hara Satomi, Sega Sammy Holdings, ha visto una demo di Sonic Dash e gli è piaciuta così tanto che ha insistito che il gioco fosse completato. Il lancio di Sonic Dash era inizialmente previsto per Natale 2012, ma fu rimandato a marzo 2013.
Il prossimo titolo dello studio fu Crazy Taxi: City Rush. Il concetto per lo sviluppo di un gioco Crazy Taxi mobile è venuto dal produttore originale di Sega AM3, Kenji Kanno. Hardlight ha lavorato con Kanno su aspetti di design del gioco. Successivamente, Hardlight ha pubblicato Sonic Dash 2: Sonic Boom e Sonic Jump Fever. Dopo queste uscite, che erano tutti giochi casual, Hardlight iniziò a cercare di sviluppare un gioco più orientato alla strategia che coinvolgesse il multiplayer. Dopo alcune discussioni con Sonic Team, Hardlight ha iniziato a lavorare su Sonic Forces Speed Battle, per allinearsi con la prossima uscita di Sonic Forces del 2017. Mentre lo sviluppo del gioco è iniziato con una piccola squadra di tre o quattro sviluppatori, fino a 28 sono stati coinvolti nel progetto mentre il gioco era vicino alla sua uscita.
Ad aprile 2019, Hardlight è stato integrato più da vicino in Sega Europe, strutturandolo come uno dei cinque "pilastri" accanto a Creative Assembly, Sports Interactive, Relic Entertainment e Amplitude Studios . Nello stesso annuncio, Sega ha sottolineato che Hardlight avrebbe continuato a concentrarsi sui giochi mobile. Neall Jones, ex Codemasters, Traveller's Tales ed Eidos, è stato annunciato come nuovo direttore dello studio; Southall e il responsabile delle operazioni Harinder Sangha sono passati a Sumo Digital. Jones ha anticipato che il personale dello studio sarebbe raddoppiato nel tempo.  Ha anche espresso la convinzione in una maggiore proprietà intellettuale per PC e console vedrà più versioni per dispositivi mobili.
Hardlight ha sviluppato ChuChu Rocket! Universe e Sonic Racing, una conversione del gioco Team Sonic Racing  per Apple Arcade, che sono stati pubblicati alla data di lancio del servizio il 19 settembre 2019. La produzione di ChuChu Rocket! Universe ha impiegato circa otto mesi a partire da un team di 15 persone che è raddoppiato in dimensioni nel tempo. Nel progettare il gioco, un sequel del gioco per Dreamcast del 1999 ChuChu Rocket!, Hardlight ha dovuto ridisegnare il gioco in 3D. Secondo Paul Tywnholm, i test del gioco dovevano svolgersi internamente perché il gioco non era pronto per il soft launch su Apple Arcade. Twynholm ha riconosciuto il desiderio di riportare in franchising SEGA nelle future versioni di Hardlight.
I giochi di Hardlight hanno ricevuto numerosi download. A giugno 2015, Sonic Dash era stato scaricato oltre 100 milioni di volte su piattaforme diverse e aveva 14 milioni di giocatori al mese. A novembre 2017, il numero di download di Sonic Dash era di oltre 300 milioni. Entro i suoi primi cinque giorni dalla pubblicazione, Sonic Forces Speed Battle era stato scaricato 1,3 milioni di volte, e ha raggiunto 2 milioni di download entro le sue prime due settimane. Secondo Southall in un'intervista del novembre 2017, Hardlight ha continuato a lavorare sugli aggiornamenti di Sonic Dash, Sonic Dash 2 e Crazy Taxi: City Rush. In un'intervista nel febbraio 2020, Jones ha espresso la sorpresa dello studio per la longevità di Sonic Dash, essendo stato scaricato più di 350 milioni di volte e guadagnato oltre $ 10,1 milioni. Ha parlato dell'implementazione di nuove funzionalità per mantenere il gioco interessante, oltre ad aggiunte come un Sonic bambino del lungometraggio Sonic - Il film .

## Videogiochi sviluppati
| Gioco                         | Piattaforma            | Anno       |
| ----------------------------- | ---------------------- | ---------- |
| Viking: Battle for Asgard     | Microsoft Windows      | 2012       |
| Sonic Jump                    | iOS, Android           | 2012       |
| Sonic Dash                    | iOS, Android           | 2013       |
| Sonic Dash                    | Windows, Windows Phone | 2014       |
| Sonic Jump Fever              | iOS, Android           | 2014       |
| Crazy Taxi: City Rush         | iOS, Android           | 2014       |
| Sonic Forces: Speed Battle    | iOS, Android           | 2017       |
| Kingdom Conquest: Dark Empire | iOS, Android           | Cancellato |
| Sonic Forces                  | Microsoft Windows      | 2017       |
| Valkyria Chronicles 4         | Microsoft Windows      | 2018       |
| Sonic Racing                  | Apple Arcade           | 2019       |
| ChuChu Rocket! Universe       | Apple Arcade           | 2019       |